# Piccadilly (pel·lícula)
Piccadilly és una pel·lícula muda dramàtica britànica del 1929 dirigida per E. A. Dupont, escrita per Arnold Bennett i protagonitzas per Gilda Gray, Anna May Wong i Jameson Thomas. La pel·lícula es va rodar en localització a Londres, produïda per British International Pictures.

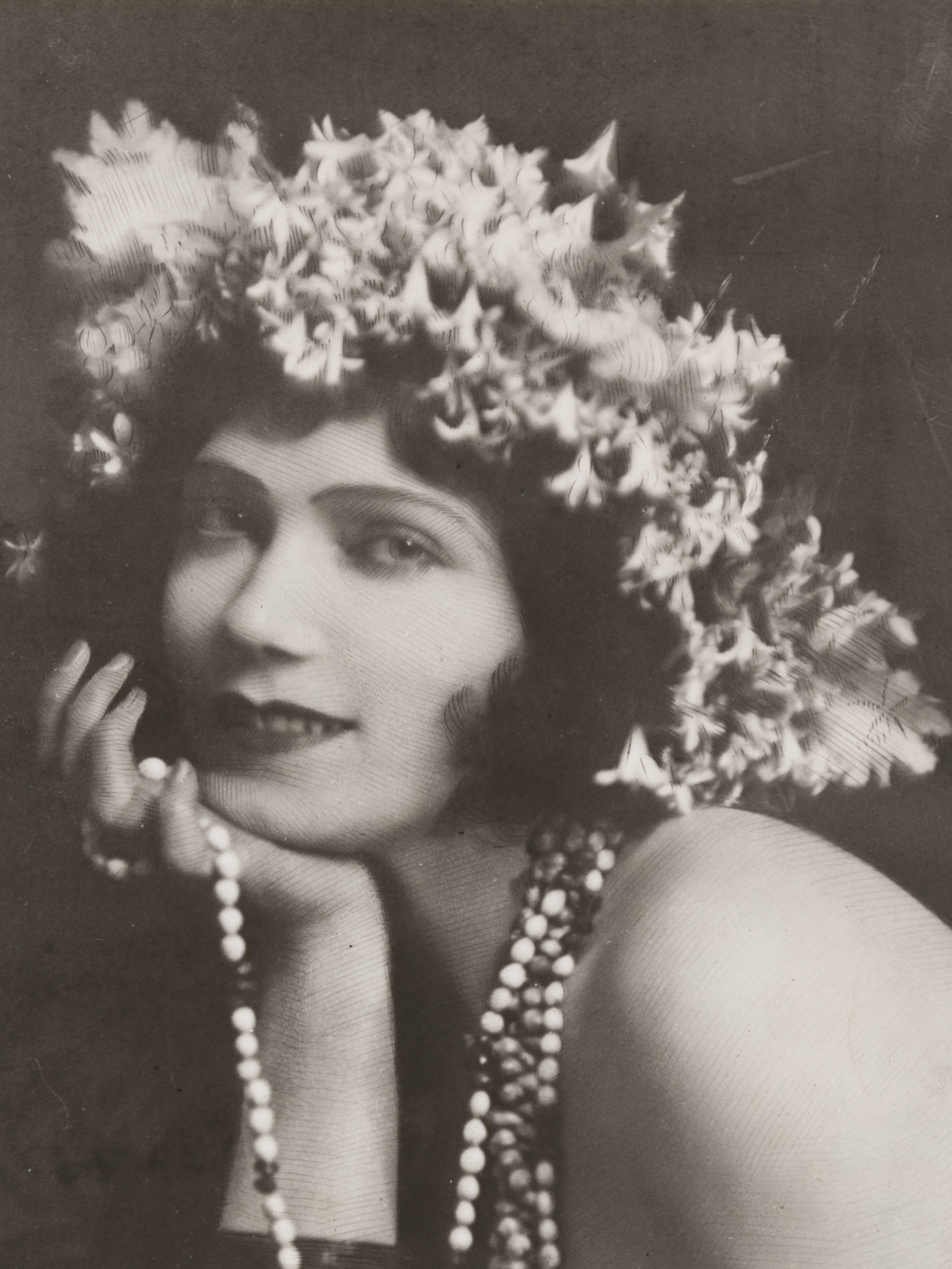
Gilda Gray és Mabel

Aquesta pel·lícula es va estrenar inicialment com a pel·lícula muda el febrer de 1929; tanmateix, amb l'arribada del so que va arrasar la indústria cinematogràfica en aquell moment, l'estudi va tornar a estrenar la pel·lícula el mateix any al juny per als cinemes cablejats per al so. Aquesta versió incloïa una partitura musical i efectes de so de Harry Gordon, juntament amb un pròleg sonor de cinc minuts titulat "Prologue to Piccadilly" que es va afegir al començament de la pel·lícula. El pròleg només comptava amb dos actors: Jameson Thomas que interpreta a Valentine Wilmot a la pel·lícula i John Longden com l'home de la Xina. Es va rodar després de finalitzar el rodatge principal. La versió parcial de so es va mostrar inicialment als EUA.

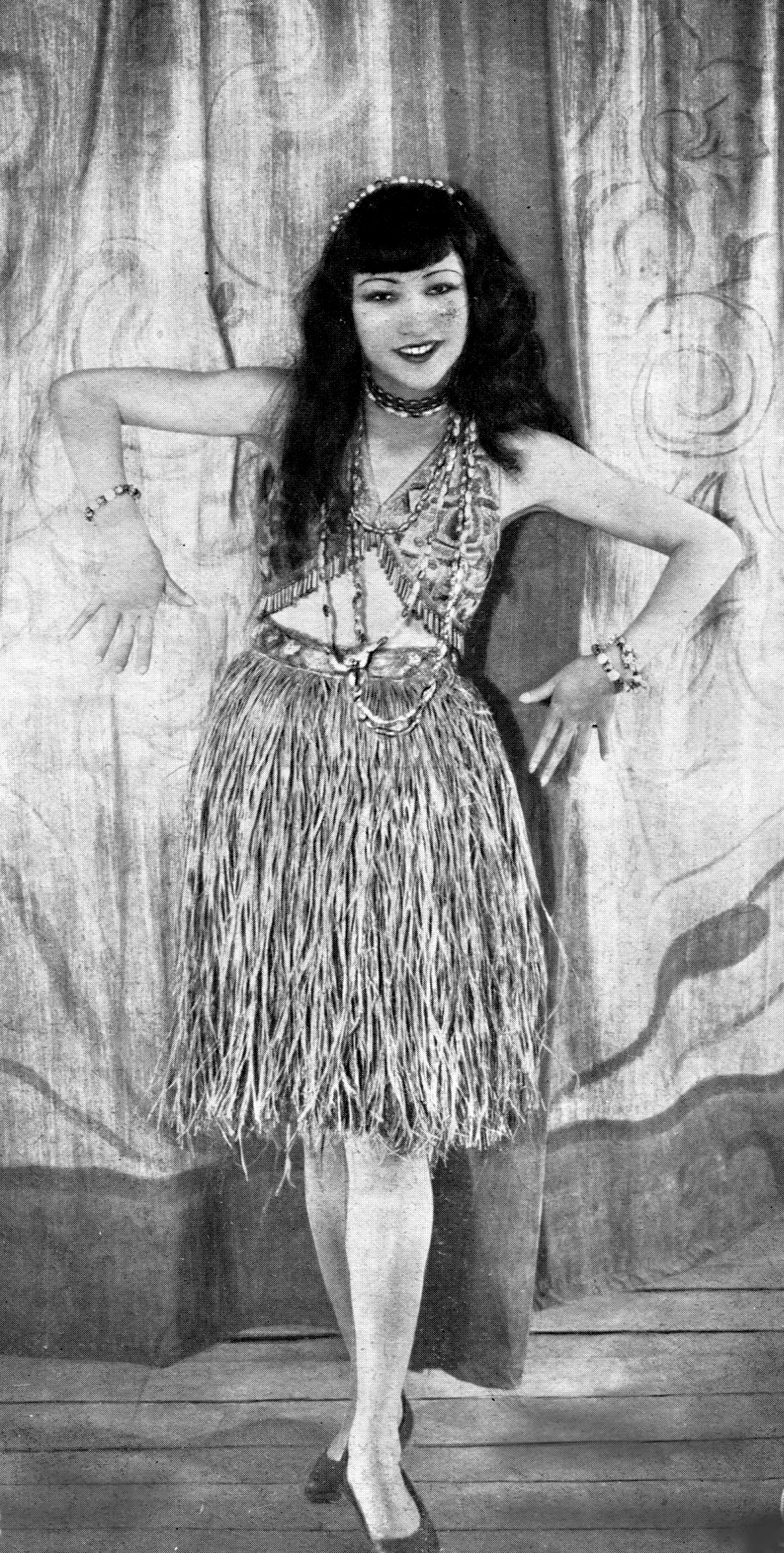
Ann May Wong és Shosho

El 2004, la pel·lícula va ser reestrenada per Milestone Films després d'una àmplia restauració, amb música gravada per Neil Brand, substituint la banda sonora original de música i efectes de so. Va aparèixer el 2004 a festivals de cinema d'arreu del país i el 2005 es va estrenar en DVD.

## Argument
El Piccadilly Circus de Valentine Wilmot, una discoteca i restaurant de Londres, té un gran èxit gràcies a la seva atracció estrella: les companyes de ball Mabel (Gilda Gray) i Vic (Cyril Ritchard). Una nit, un comensal insatisfet (Charles Laughton) interromp el solo de Mabel amb les seves queixes fortes sobre un plat brut. Quan en Wilmot investiga, troba Shosho (Anna May Wong) distreient els altres rentavaixelles amb el seu ball. L'acomiada al mateix lloc.
Després de l'actuació, Vic intenta convèncer la Mabel perquè es converteixi en la seva parella tant personalment com professionalment i que vagi amb ell a Hollywood. Ella el rebutja fredament perquè està relacionada sentimentalment amb Wilmot. Aquella nit, Wilmot convoca Vic al seu despatx i abans que Wilmot pugui acomiadar-lo, Vic renuncia.
Aquesta decisió resulta ser desastrosa per a la discoteca. Els clients havien vingut a veure Vic, no Mabel. Els negocis cauen dràsticament. Desesperat, Wilmot contracta en Shosho per fer una dansa xinesa. Ella insisteix que el seu xicot Jim toqui la música que l'acompanya. Shosho és una sensació instantània, guanyant-se una gran ovació després de la seva primera actuació.
Tant Mabel com Jim es tornen gelosos de l'evident atracció entre Shosho i Wilmot. La Mabel trenca la seva relació amb Wilmot.
Una nit, Shosho convida la Wilmot a ser la primera a veure les seves noves habitacions. La Mabel segueix la parella i espera fora. Després que Wilmot se'n va, convenç en Jim perquè la deixi entrar. Ella suplica al seu rival romàntic que renunciï a Wilmot, dient que és massa vell per a ella, però en Shosho li respon que és la Mabel qui és massa gran i que el mantindrà. Quan la Mabel posa la mà a la bossa per buscar un mocador, Shosho veu una pistola a dins i agafa un punyal que s'utilitza com a decoració de la paret. Espantada, la Mabel agafa l'arma i després es desmaia.
L'endemà, els diaris informen que Shosho ha estat assassinada. Wilmot està acusat del crim. Durant el judici posterior, admet que la pistola és seva, però es nega a revelar el que va passar aquella nit. Jim testifica que Wilmot va ser l'únic visitant de Shosho. La Mabel insisteix a explicar la seva història. No obstant això, no recorda res després d'haver-se desmaiat fins que es va trobar corrent pels carrers. En adonar-se que la Mabel o en Jim deuen estar mentint, el jutge cita en Jim. Aleshores, però, Jim s'ha disparat al costat del taüt de Shosho. Mentre està morint, confessa que va matar la Shosho.

## Repartiment
- Gilda Gray com a Mabel Greenfield
- Anna May Wong com a Shosho
- Jameson Thomas com a Valentine Wilmot
- Charles Laughton com a sopar d'una discoteca
- Ray Milland com a extra a l'escena de la discoteca
- Cyril Ritchard com a Victor Smiles (com a Cyrill Ritchard)
- El rei Hou Chang com a Jim (com el rei Ho Chang)
- Hannah Jones com a Bessie, amiga de Shosho i supervisora de rentavaixelles
- John Longden com l'home de la Xina (sense acreditar, apareix al pròleg sonor)

## Recepció
A la seva ressenya del 15 de juliol de 1929 per a The New York Times, Mordaunt Hall va observar: "Potser el major actiu de Piccadilly prové de la càmera. El Sr. Dupont destaca pels seus tocs inusuals, i no els ha estalviat en aquesta producció. Fins i tot l'obertura, que normalment no és més que una llista ferma i prosaica de personatges, s'ha convertit gairebé en una part de la pel·lícula. El director ha sabut treure el màxim profit de les seves situacions sense exagerar-les. El senyor Bennett... ha conservat en la seva història la versemblança que seria necessària en una novel·la. Totes les accions estan motivades i es mouen lliurement cap endavant sense obstacles ni desviaments. … La senyoreta Gray sembla haver estat redescoberta com a actriu. …(Ella) va trobar necessari fugir als estudis anglesos per tenir una oportunitat. Dels intèrprets, a més de Miss Gray i Miss Wong, King Ho-Chang fa una bona actuació com a amic de la ballarina xinesa. Es diu que és un propietari del restaurant que es va posar a la pel·lícula només per divertir-se, però sembla que és un actor format." Hall va trobar que els efectes de so i addicionals que "embargaven" la pel·lícula a la seva exhibició als EUA. eren "distraients".
Rotten Tomatoes valora la pel·lícula amb un 79% de fresc, basant-se en 24 ressenyes contemporànies i modernes.
Escrivint per al British Film Institute, el comissari sènior de BFI, Mark Duguid, diu: "Una pel·lícula noir abans que s'utilitzi el terme, Piccadilly és un dels veritables grans del cinema mut britànic, a l'igual del millor treball d’Anthony Asquith o Alfred Hitchcock en el període... destacat per qualitats que no solen associar-se a les pel·lícules mudes britàniques: opulència, passió i un enfocament sorprenentment directe de les qüestions de raça... Malgrat tot el seu estil i gràcia, el vestit més fort de la pel·lícula és l'actriu xinesa-nord-americana Anna May Wong... probablement mai més va aparèixer a altres pel·lícules. Per frustració de Wong, el petó de Shosho i Valentine es va tallar per apaivagar la censura estatunidenca... Naturalment, la publicitat de Piccadilly va fer gran part de l'exòtica pel·lícula de Wong: un cartell contemporani, per a l'estrena austríaca de la pel·lícula, mostra una il·lustració de l'estrella ballant en topless. Hauria estat impensable retratar una actriu blanca d'aquesta manera i, no cal dir-ho, no apareix aquesta imatge a la pel·lícula."